# ハッピー・オブ・ジ・エンド
『ハッピー・オブ・ジ・エンド』はおげれつたなかによる日本のボーイズラブ漫画。
BLデジタルコミック誌QpaにてVOL.98(2020年1月24日配信)からVOL.141(2023年9月1日)まで連載された。
BLアワード2022ディープ部門1位受賞。
2021年にはドラマCDが発売され、2024年にはフジテレビにて実写ドラマが放送された。

## 登場人物
声の項はドラマCDでの担当声優、演の項は実写ドラマの担当俳優である。

### 主要人物
- 柏木千紘　(声:江口拓也/演:別府由来)

ゲイを理由に家族に捨てられ、他人の家を転々としていたヒモ。
- ケイト/浩然(ハオレン)　(声:立花慎之介/演:沢村玲)

千紘がバーで出会った謎の男。職業はスカウト。
- 加治亮平　(声:松田健一郎/演:久保田悠来)

ケイトの知人。ドライバー。
- 前田駿一　(声:斉藤壮馬/演:松大航也)

千紘の元恋人。
- マツキ　(声:伊藤健太郎/演:山中聡)

ケイトの知人。かつて千紘を「飼っていた」人物でもある。
- マヤ　(声:吉野裕行/演:浅利陽介)

ケイトと因縁があるらしいー？

## 書籍情報
- ハッピー・オブ・ジ・エンド

## ドラマCD
ドラマCDはCROWN WORKSにより発売されている。
第一弾が2021年9月29日に、第二弾が2022年7月15日に発売された。